# Carling, Ontario
Carling är en kommun i Kanada.   Den ligger i provinsen Ontario, i den sydöstra delen av landet, 300 km väster om huvudstaden Ottawa. Carling ligger 207 meter över havet och antalet invånare är 1 248.